# Rue du Marché aux Herbes
La rue du Marché aux Herbes (en néerlandais : Grasmarkt) est une rue de Bruxelles, en Belgique, située à quelques dizaines de mètres de la Grand-Place.

## Historique
La rue du Marché aux Herbes est une très ancienne voie de circulation et de commerce de Bruxelles : elle faisait déjà partie de l'ancienne chaussée ou « Steenweg », dont le tracé remonte au XIe siècle et qui traversait la ville d'ouest en est en passant par le Marché, qui est l'actuelle Grand-Place de Bruxelles,.
La rue doit son tracé sinueux au petit cours d'eau dont elle suivait le lit et qui s'appelait « Spiegelbeek » à cet endroit et se jetait plus loin dans la Senne sous le nom de « Scoebeek »,.
Elle fait partie de l'ensemble des marchés ceinturant la Grand-Place : sa partie ouest fut successivement le marché aux Souliers, le marché aux Tripes (de 1391 à 1796), et plus tard, le marché aux Veaux tandis que sa partie orientale abrita le premier marché aux Poissons de 1289 à 1603, et ensuite un marché aux Herbes jusqu'au XIXe siècle,.

## Description
La rue du Marché aux Herbes commence son parcours derrière l'église Saint-Nicolas, à l'angle de la rue des Fripiers, de la rue de Tabora pour le côté impair et de la petite rue au Beurre pour le côté pair.
Passant non loin de la Grand-Place de Bruxelles, elle monte jusqu'aux Galeries royales Saint-Hubert avant de s'élargir jusqu'à former une place triangulaire d'où partent la rue de la Montagne, la rue des Éperonniers, la rue de l'Infante Isabelle et la rue de la Madeleine.
Sur cette place donnent le Museum of original figurines et la « Galerie Horta » qui permet l'accès à la Gare de Bruxelles-Central en passant sous l'Hôtel Méridien.

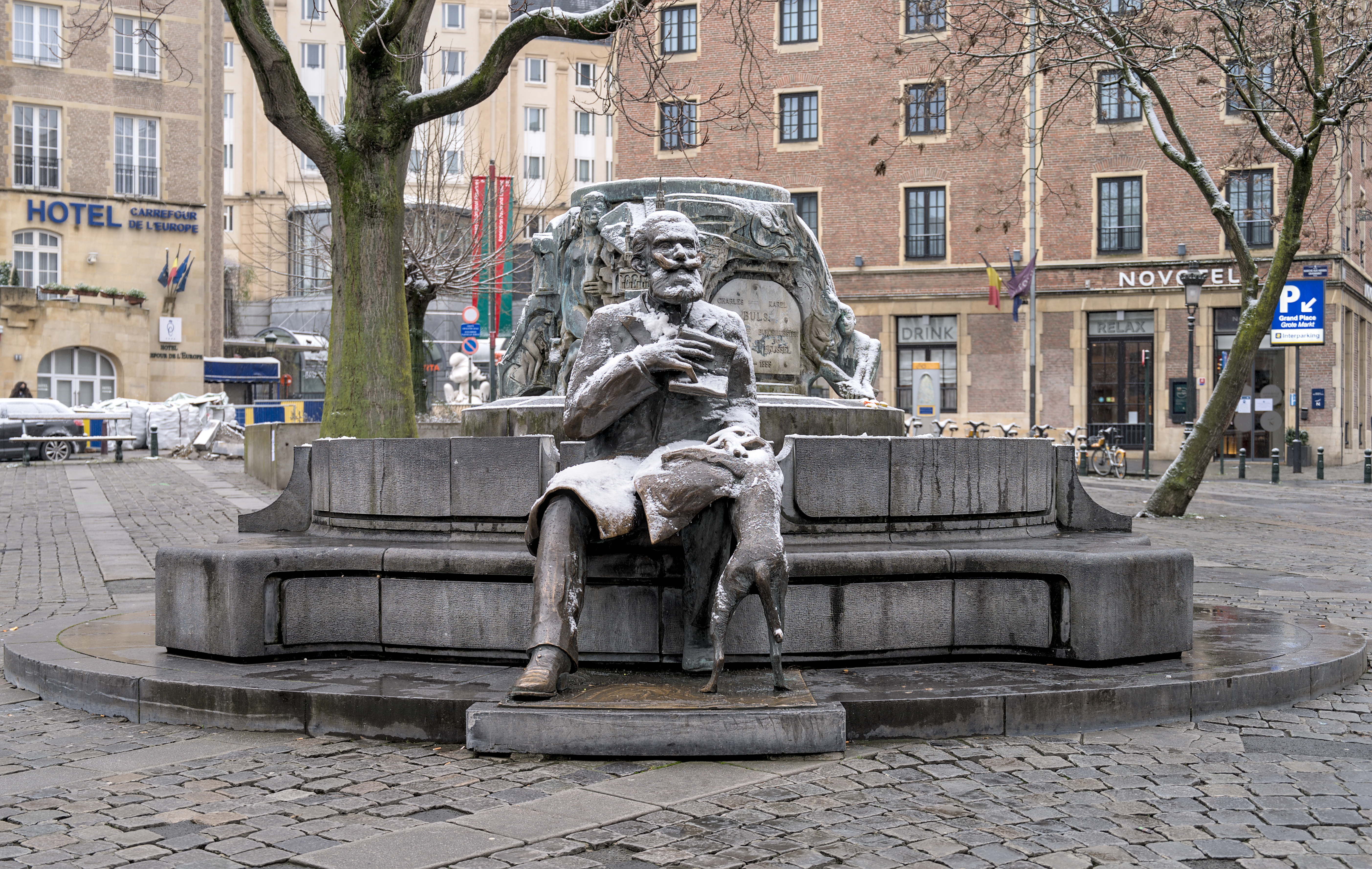
Fontaine célébrant la mémoire du bourgmestre Charles Buls sur la Place du Marché aux Herbes.

Le centre de la place est orné d'une fontaine de la fin du XXe siècle célébrant la mémoire du bourgmestre Charles Buls,,,.

## Patrimoine
La rue du Marché aux Herbes conserve en grande partie son alignement de maisons d'origine, dont  l'histoire et les anciennes appellations ont été répertoriées, pour certaines, par l'historien et archiviste bruxellois Guillaume Des Marez.
Elle abrite plusieurs maisons de style baroque classicisant dont le pignon est souvent couronné d'un fronton.
Ces maisons ont été reconstruites à la fin du XVIIe siècle et au début du XVIIIe siècle après les destructions causées par le bombardement de Bruxelles par les troupes françaises de Louis XIV commandées par le maréchal de Villeroy en août 1695.

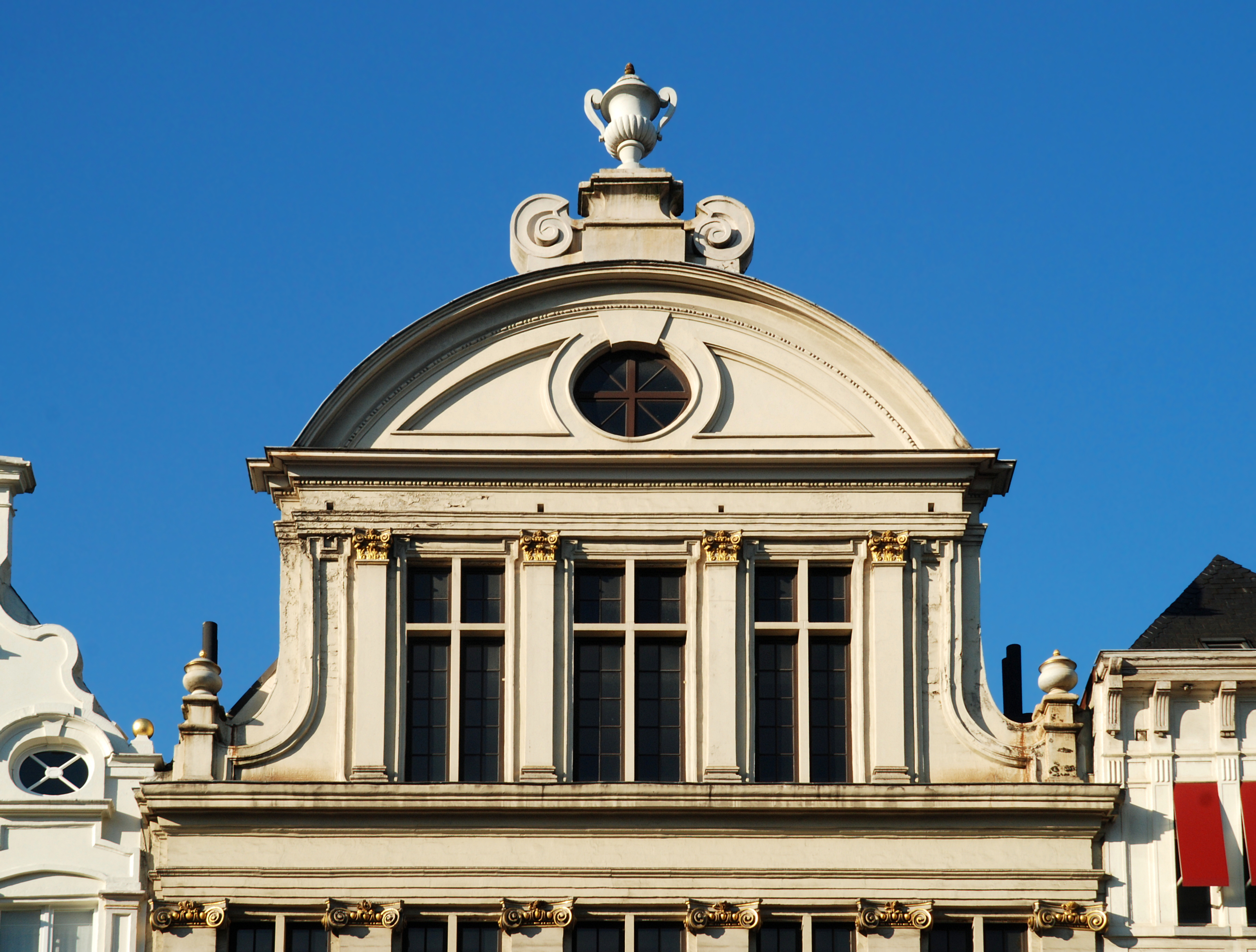
Pignon de la Maison du Char d'Or.
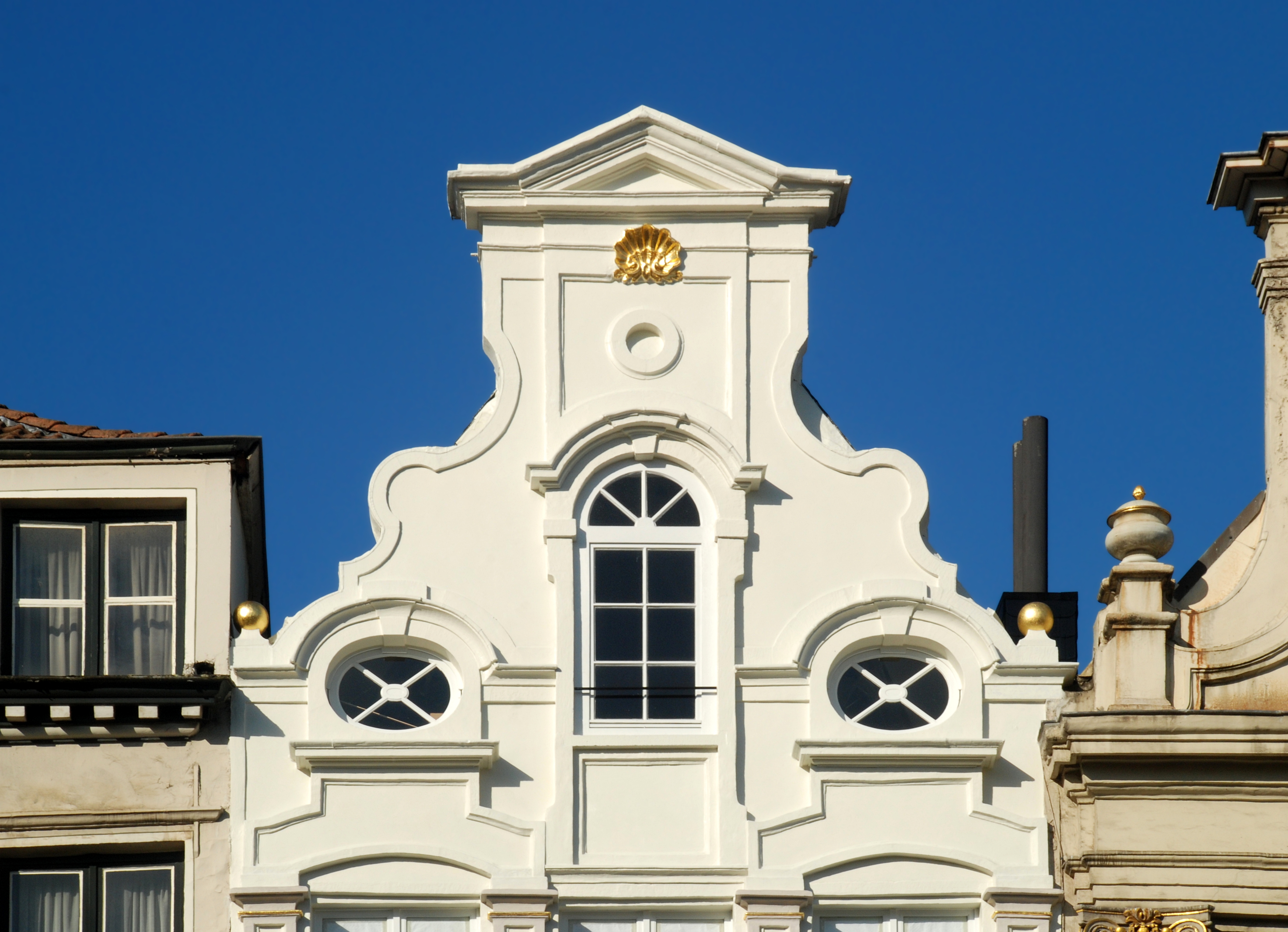
Pignon de la Maison de la Lunette.
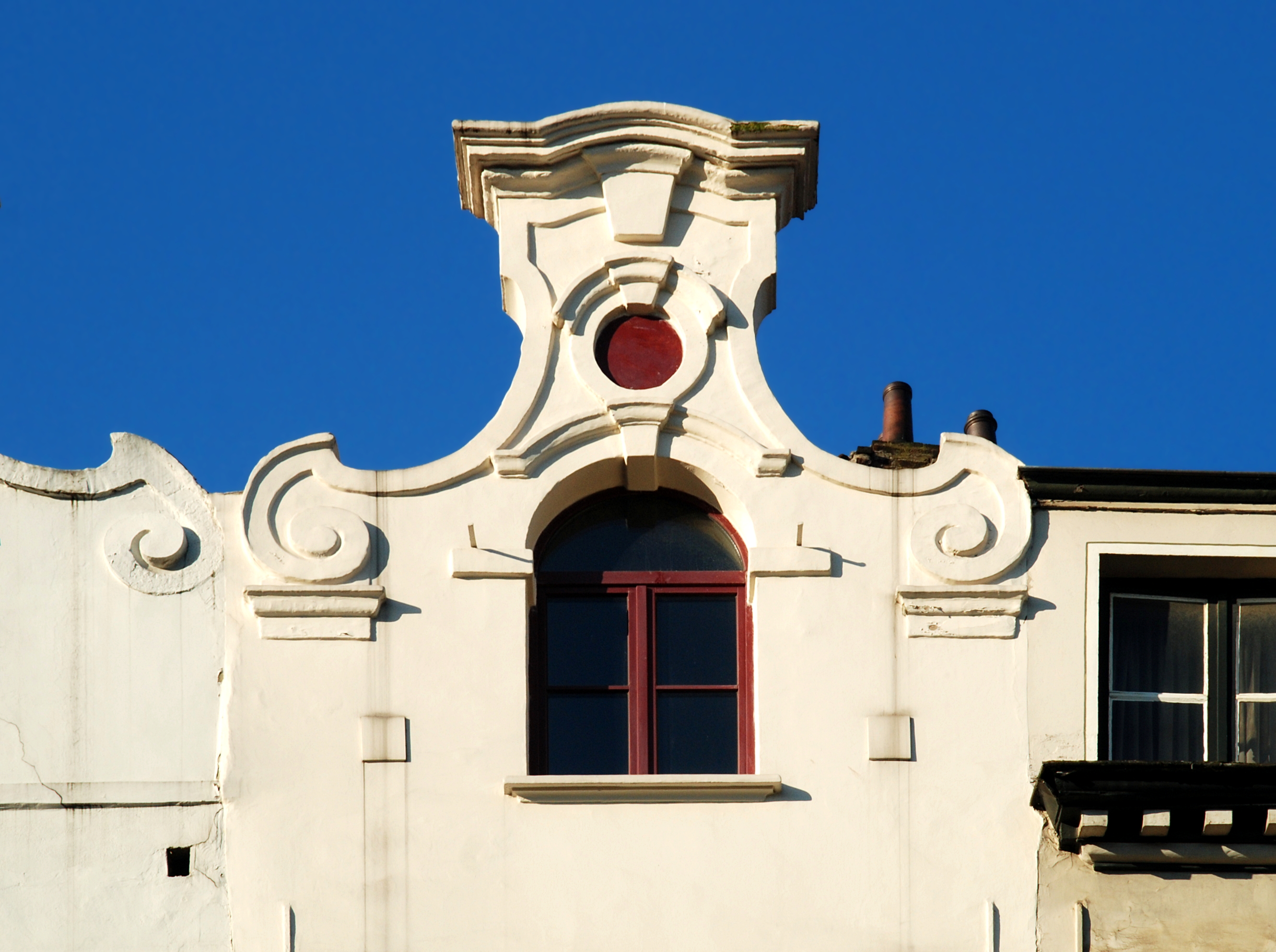
Pignon de la Maison à la Rose.
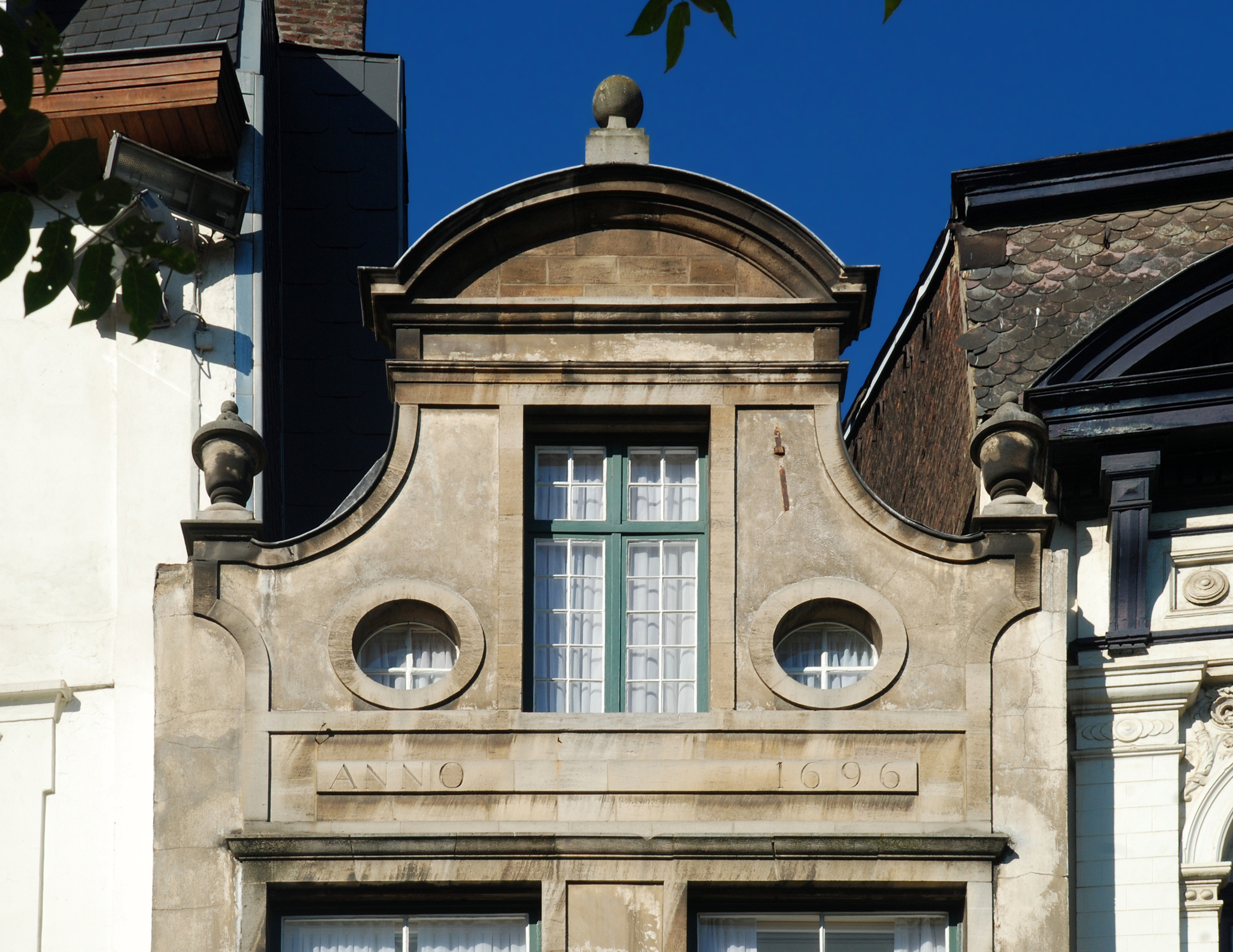
Pignon de la Maison de Saint-Paul.

### Côté pair
- Maison au Cardinal (Cardinael), no 87[7].
- Maison du Char d'Or, no 89[7]
- Maison de la Lunette, no 93[8]
- Maison de la Main d'Or, no 95
- Maison à la Rose, no 97[8]
- Maison du Léopard, no 105[9]
- Maison de Saint-Paul (Sinte Pauwel), no 111[9]
- Maison du Cheval Volant (Vliegend Peerd)[9]

### Côté impair
- Maison de l'Agneau Blanc, no 42, ornée de sculptures par Pierre Van Dievoet, rares et uniques sculptures d'époque à Bruxelles mais qui se délitent irrémédiablement sous les intempéries[10].
- Maison du Roi d'Espagne (Coninck van Spanje), section 37, no 171, disparue.
- Maison de l'Aiguière d'Or (Gulden Lampet), section 37, no 172, disparue, contiguë à la suivante. Elle était le domicile du sculpteur Pierre Van Dievoet.
- Maison du Renard Blanc (In den Vos, 1702 et Wit Vosken en 1767), dernière maison, au coin de la rue de la Putterie (disparue), parcelle section 37, no 173.

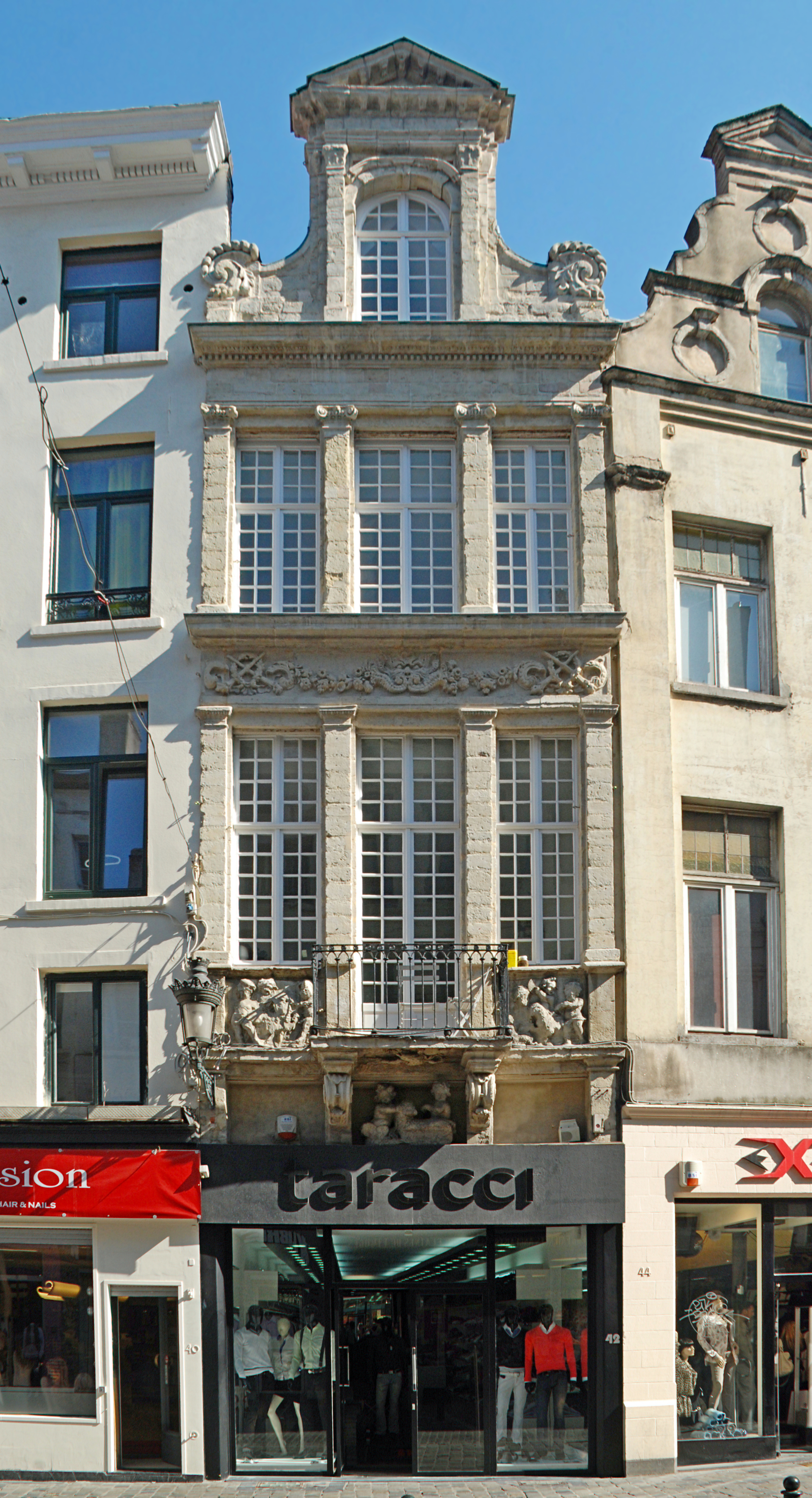
Maison de l'Agneau Blanc.
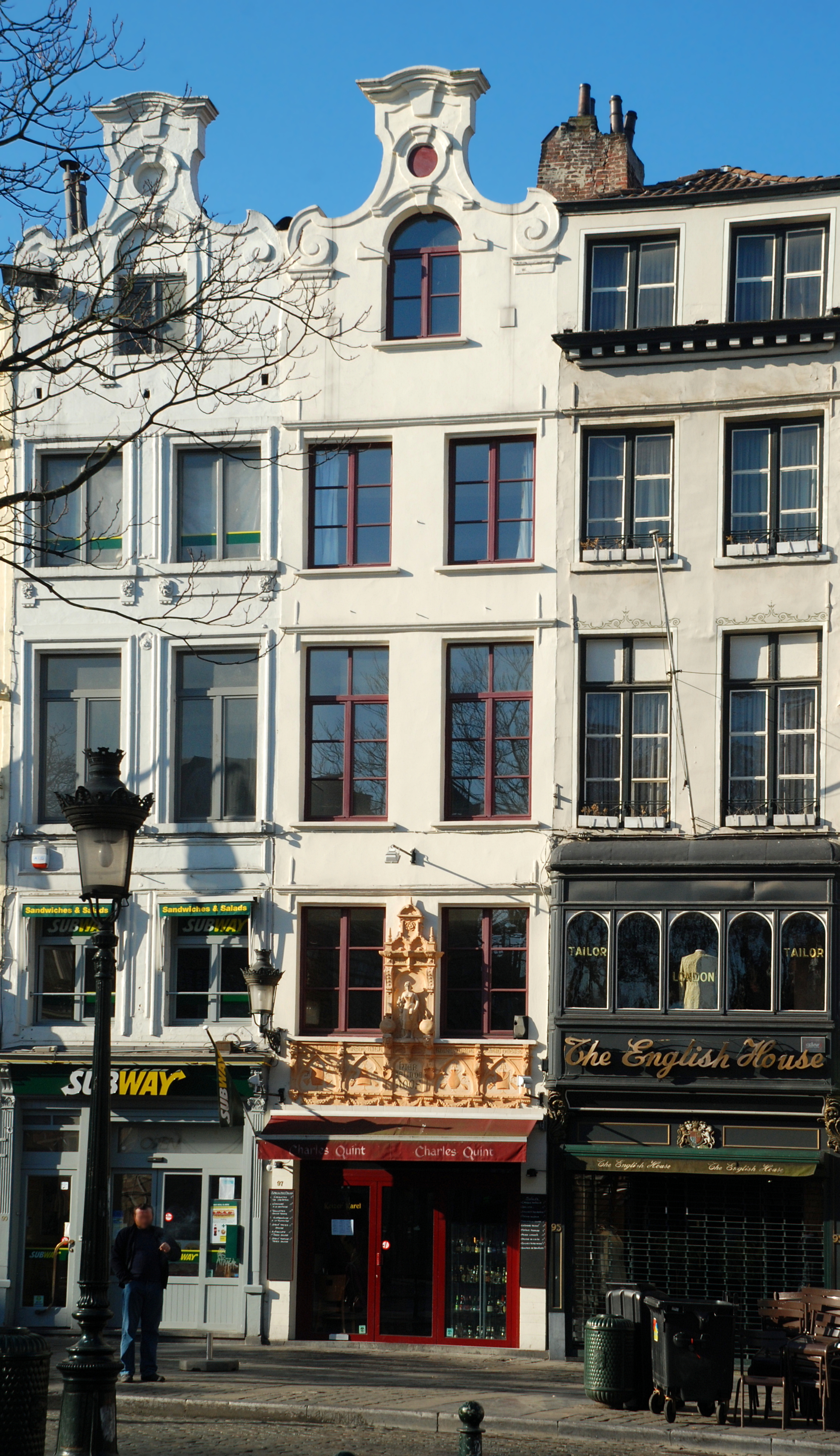
Maison à la Rose.
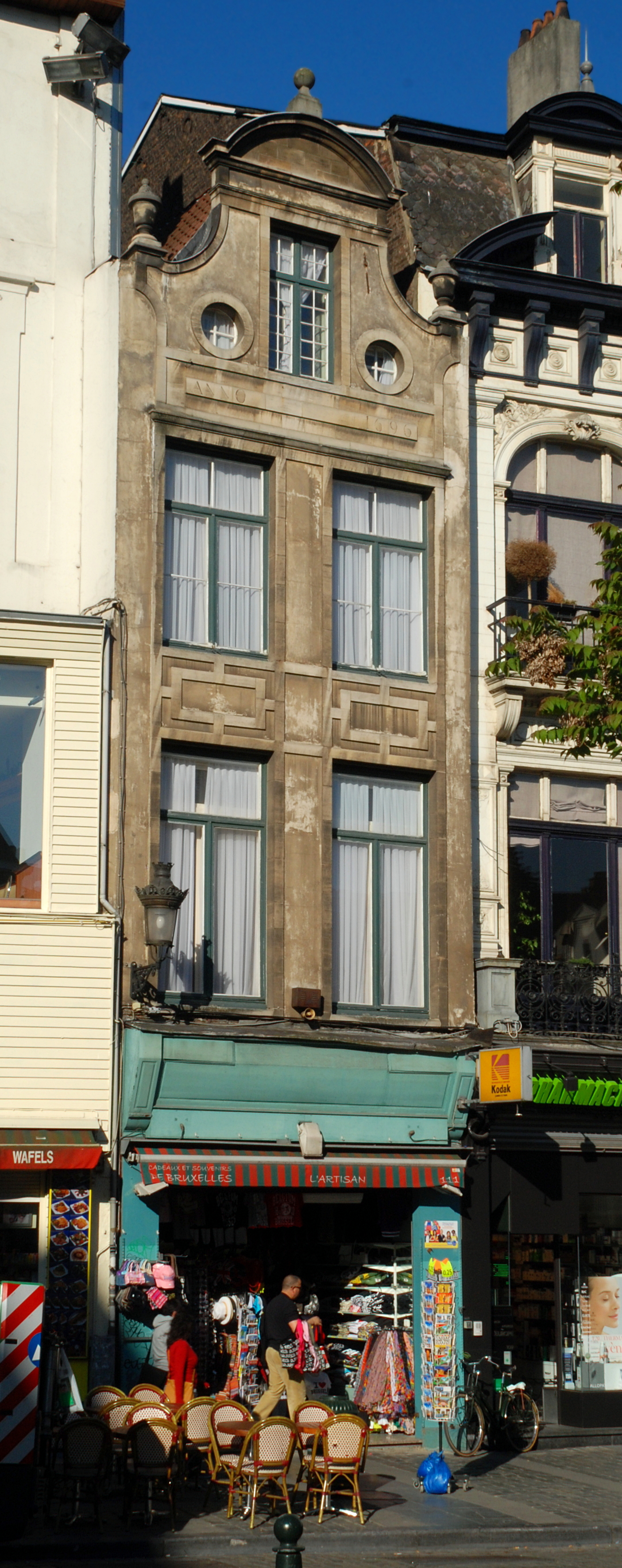
Maison de Saint-Paul.
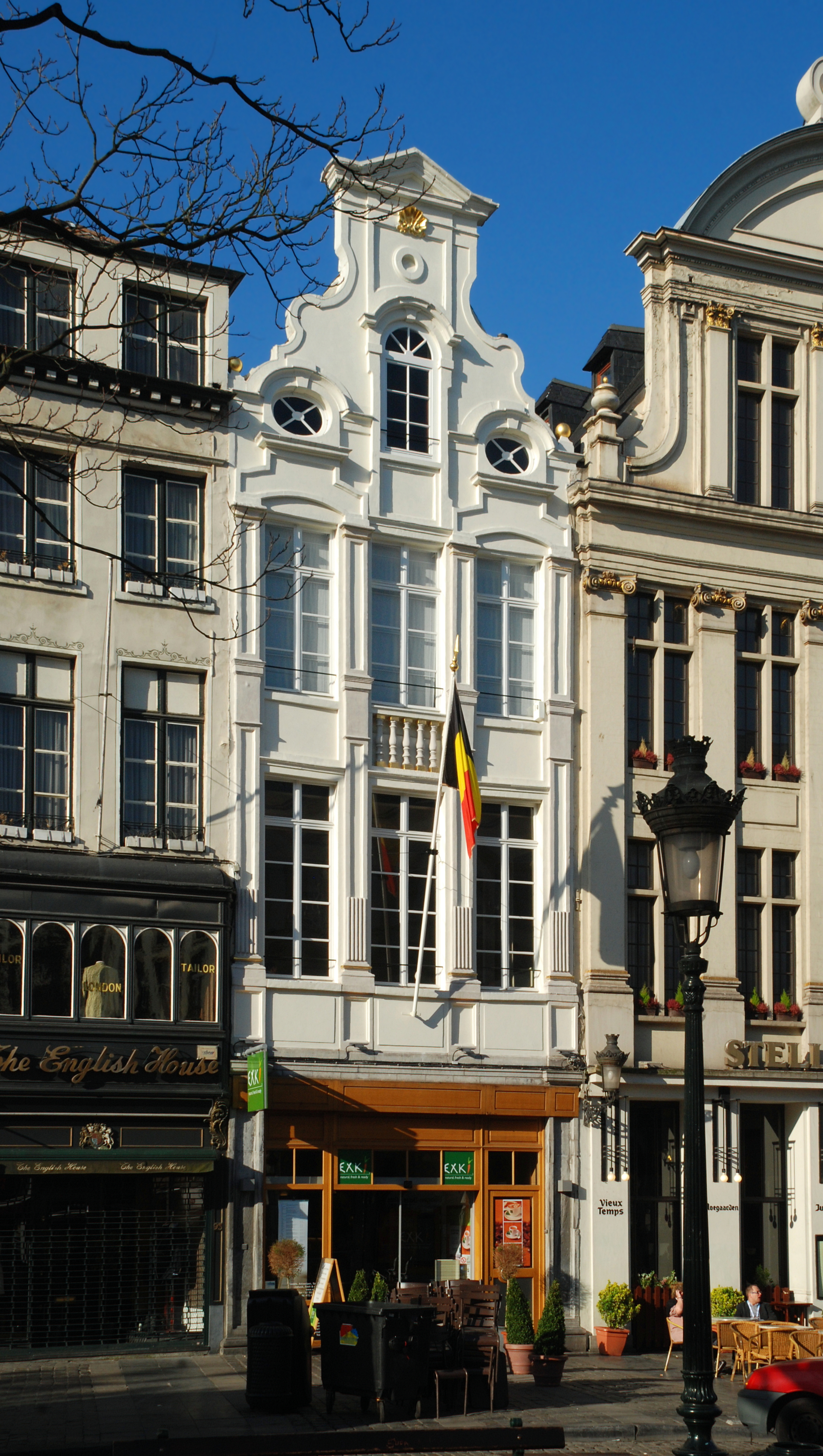
Maison de la Lunette.
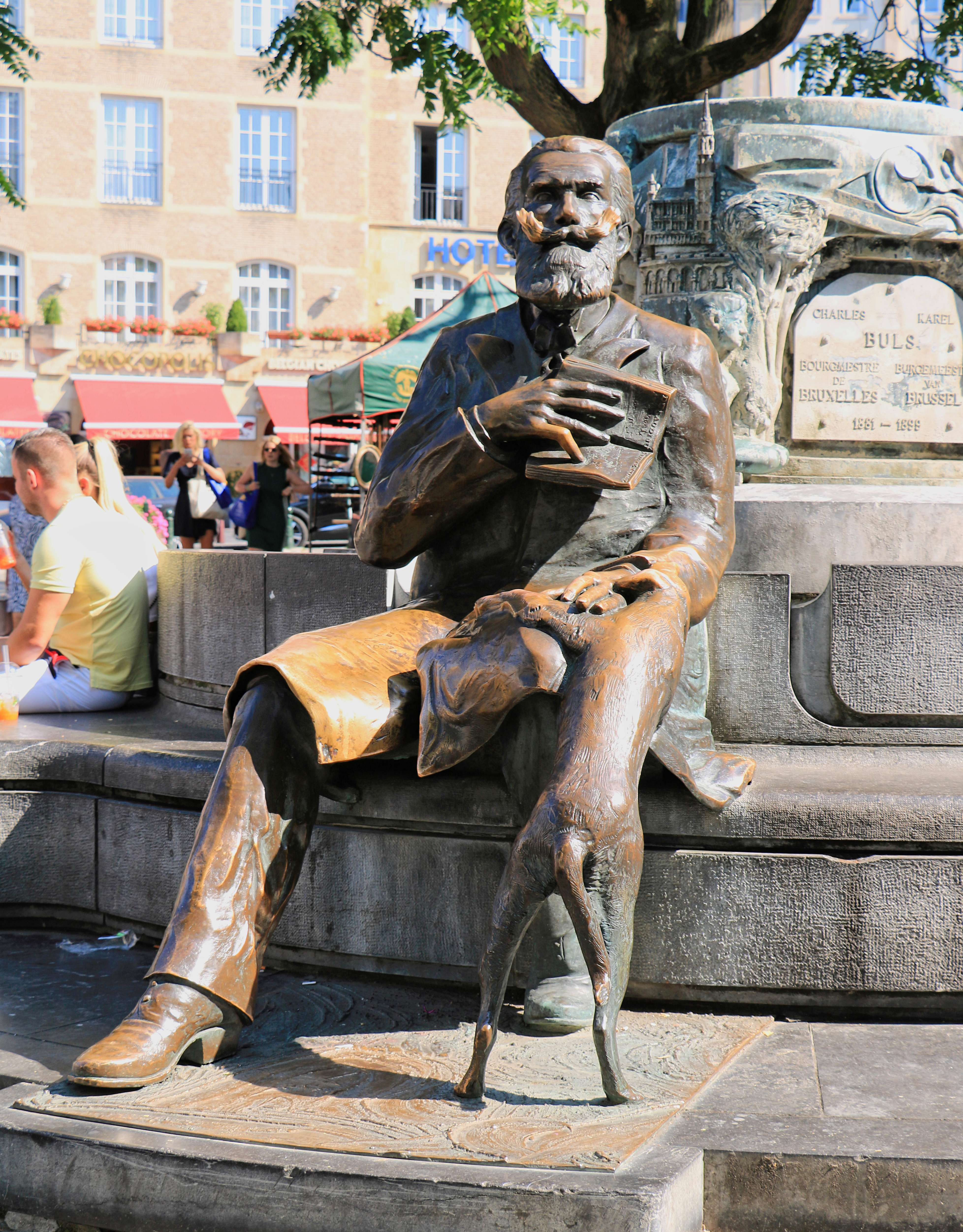
Fontaine Charles Buls.
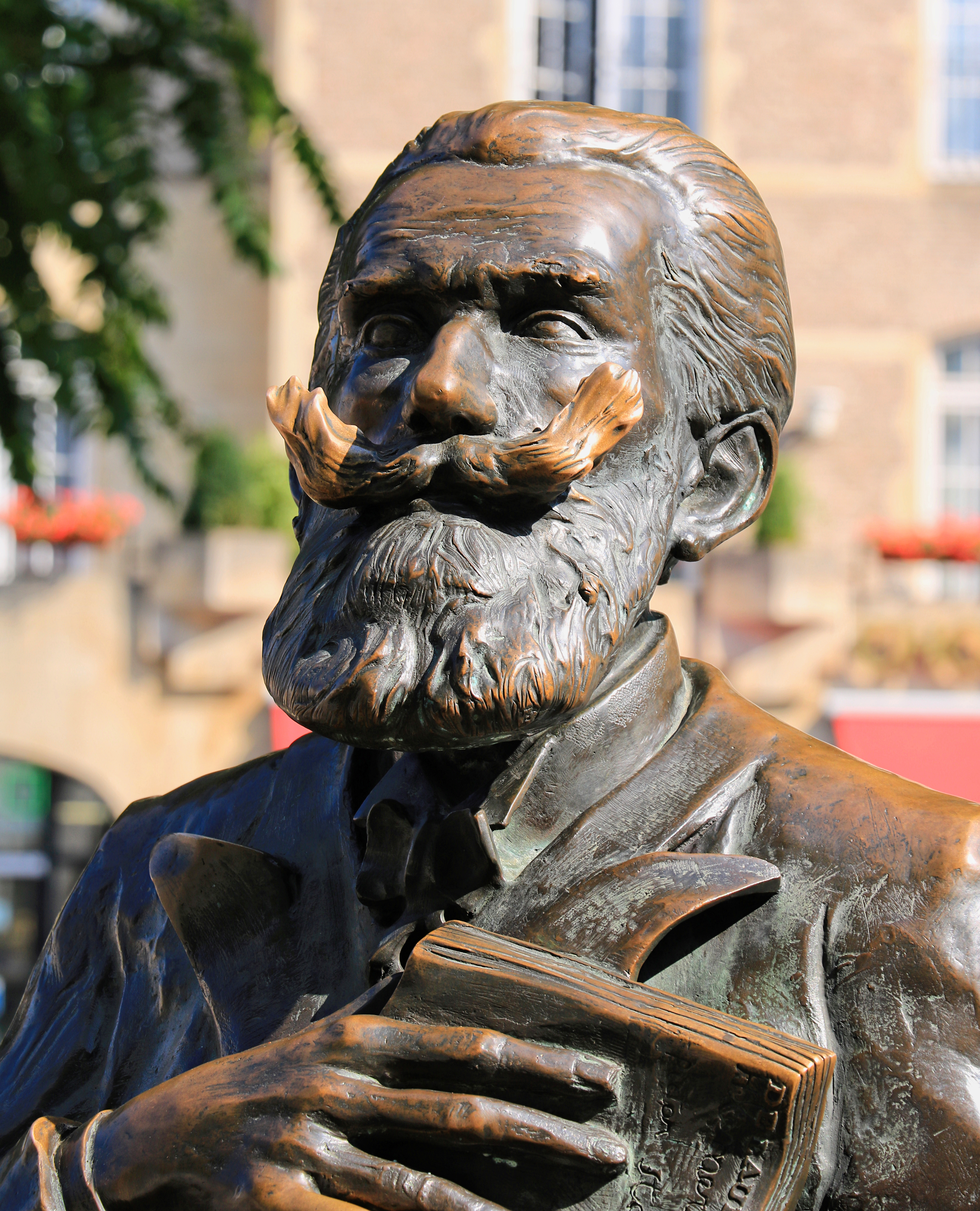
Charles Buls.

Plusieurs impasses débouchent sur la rue du Marché aux Herbes :
- Impasse des Cadeaux, à hauteur du numéro 8[11]
- Impasse Saint-Nicolas, à hauteur du numéro 12[11]
- Impasse Sainte-Pétronille, entre les numéros 66 et 68[12]

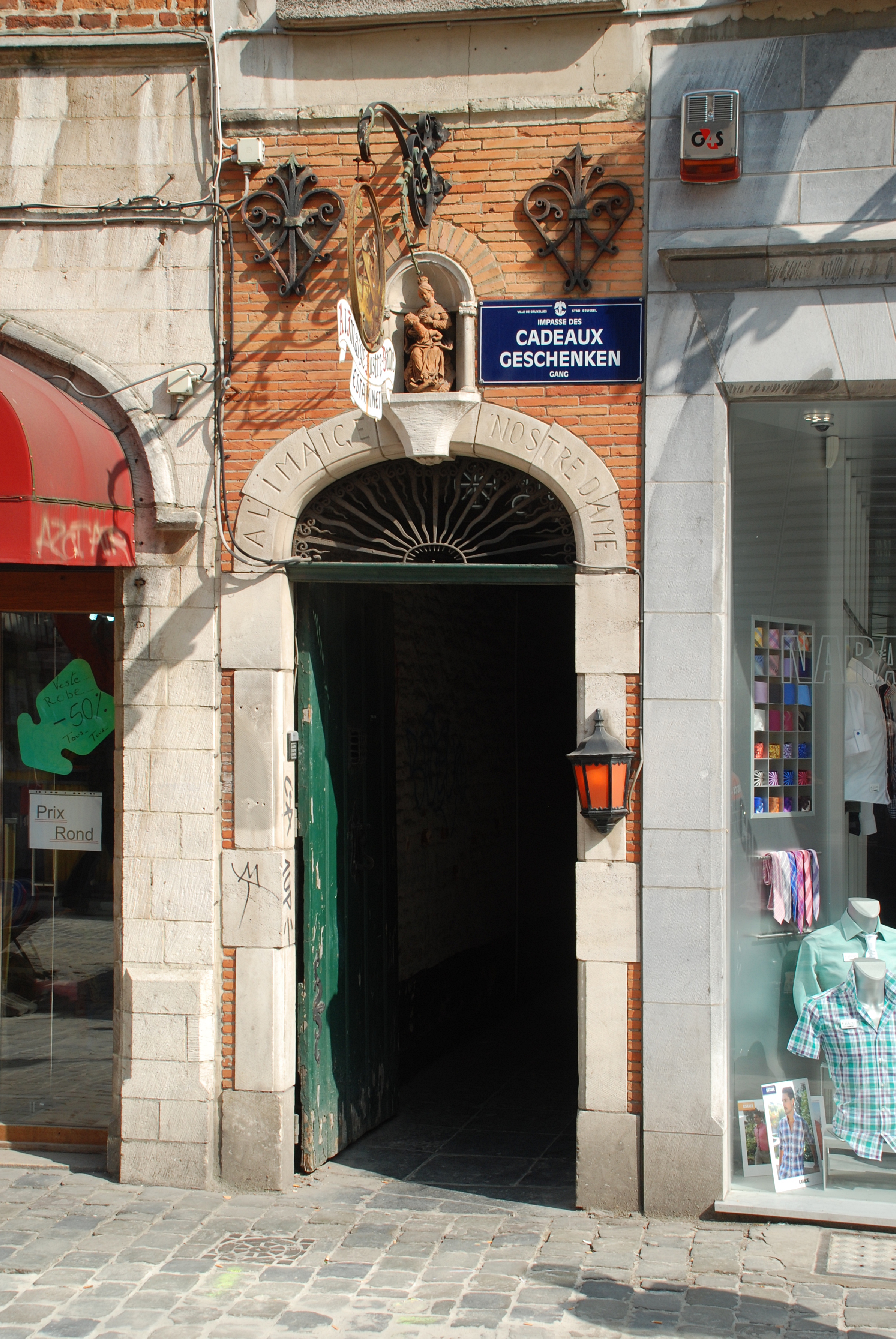
Impasse des Cadeaux.
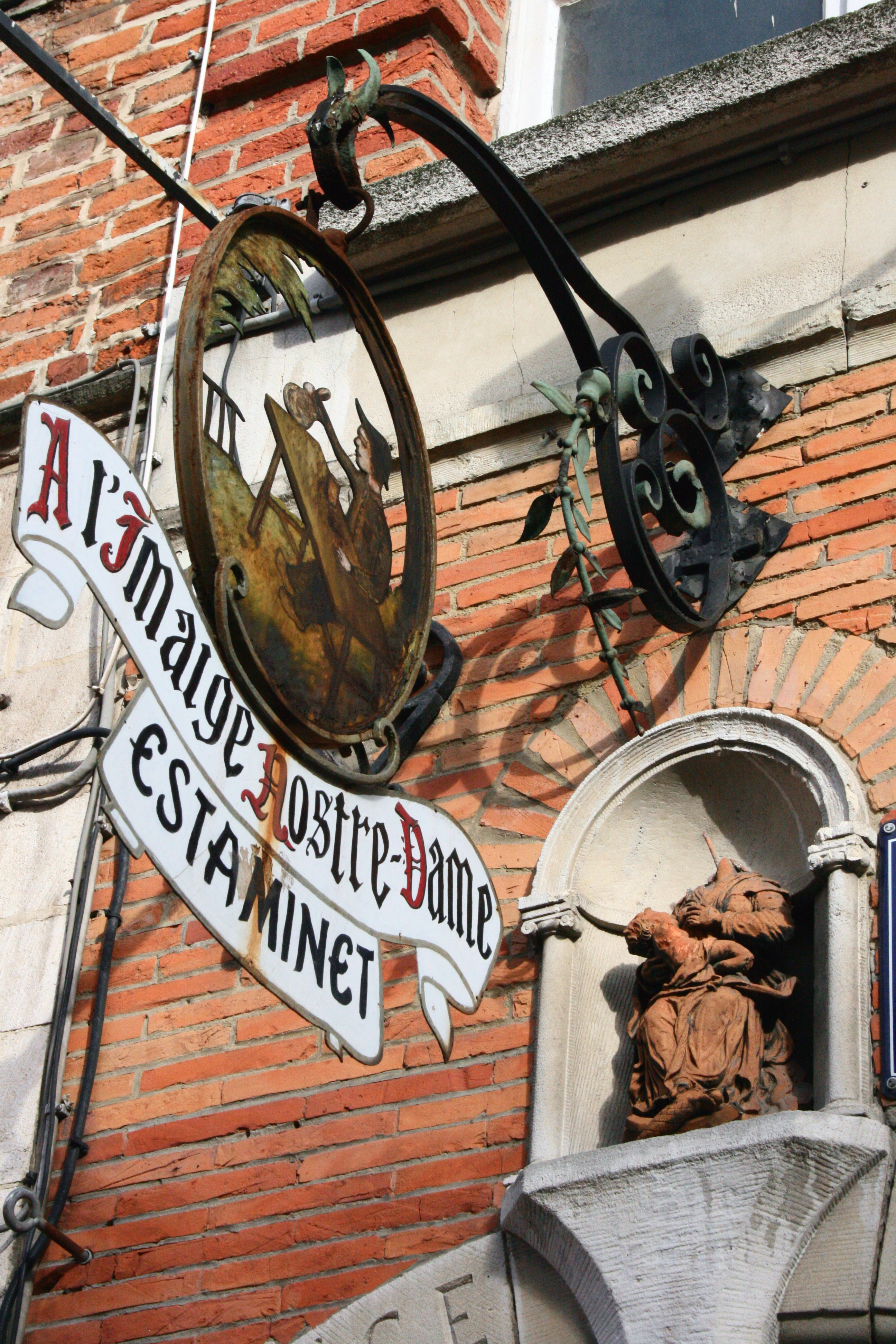
Impasse des Cadeaux.
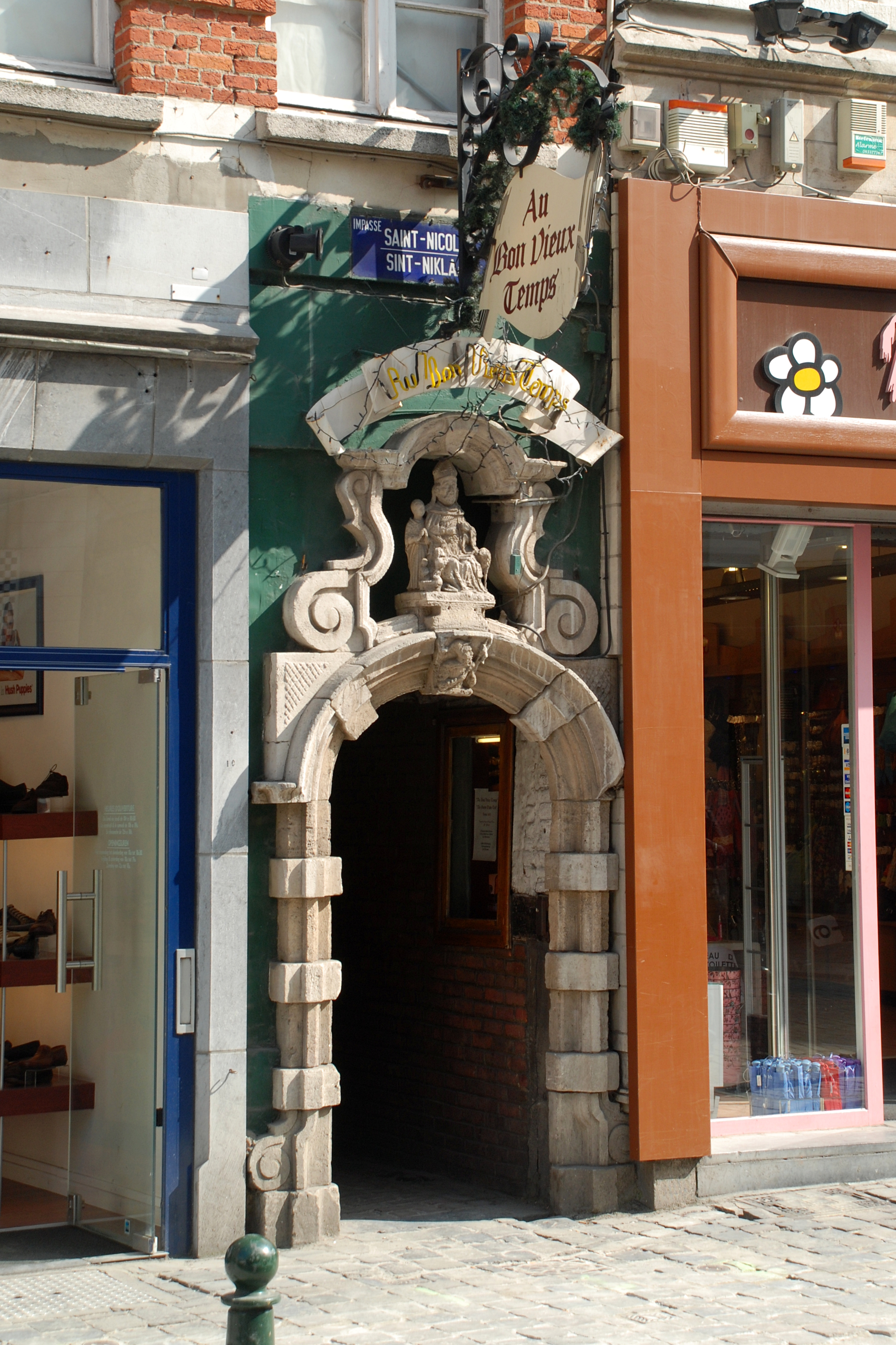
Impasse Saint-Nicolas.
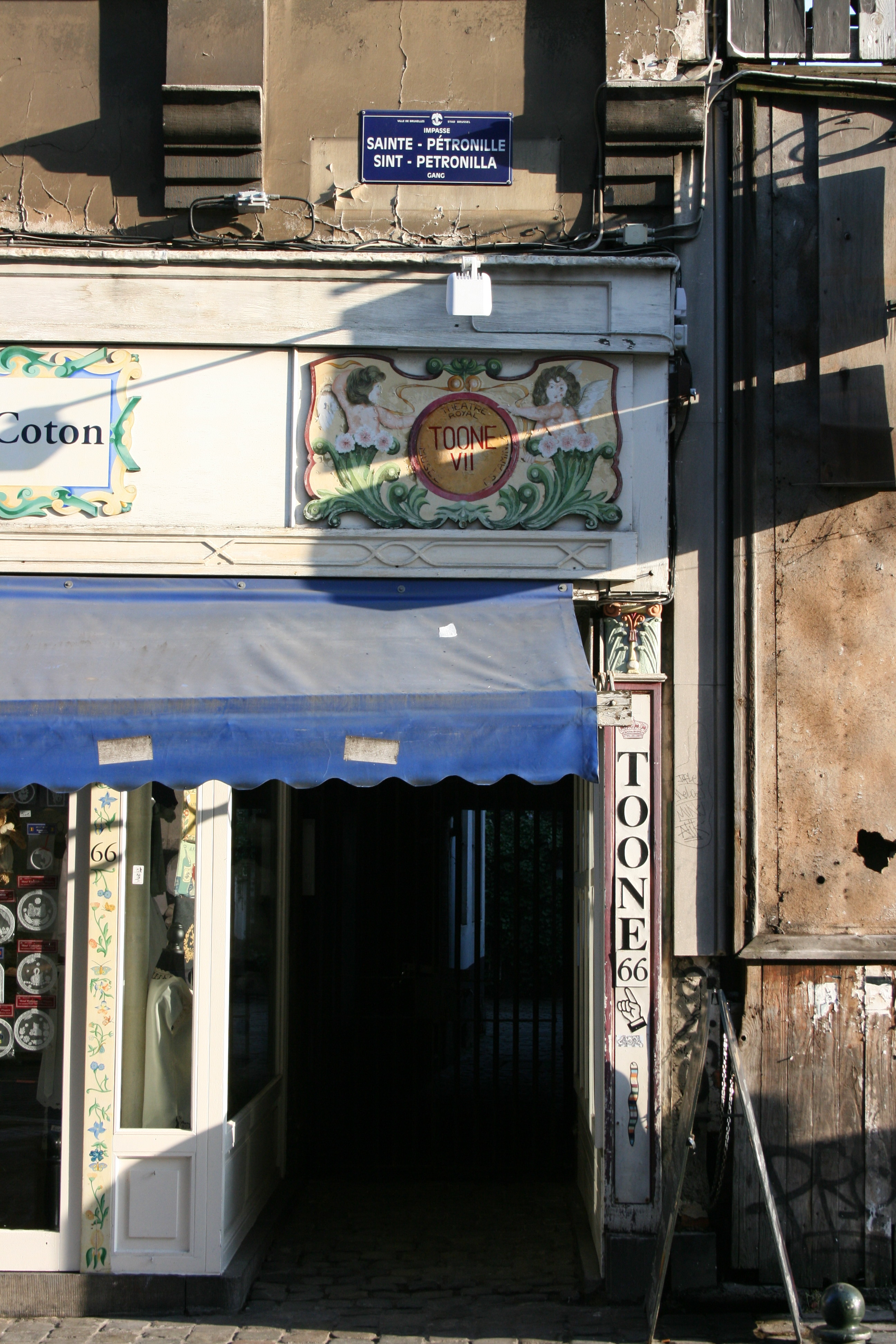
Impasse Sainte-Pétronille.
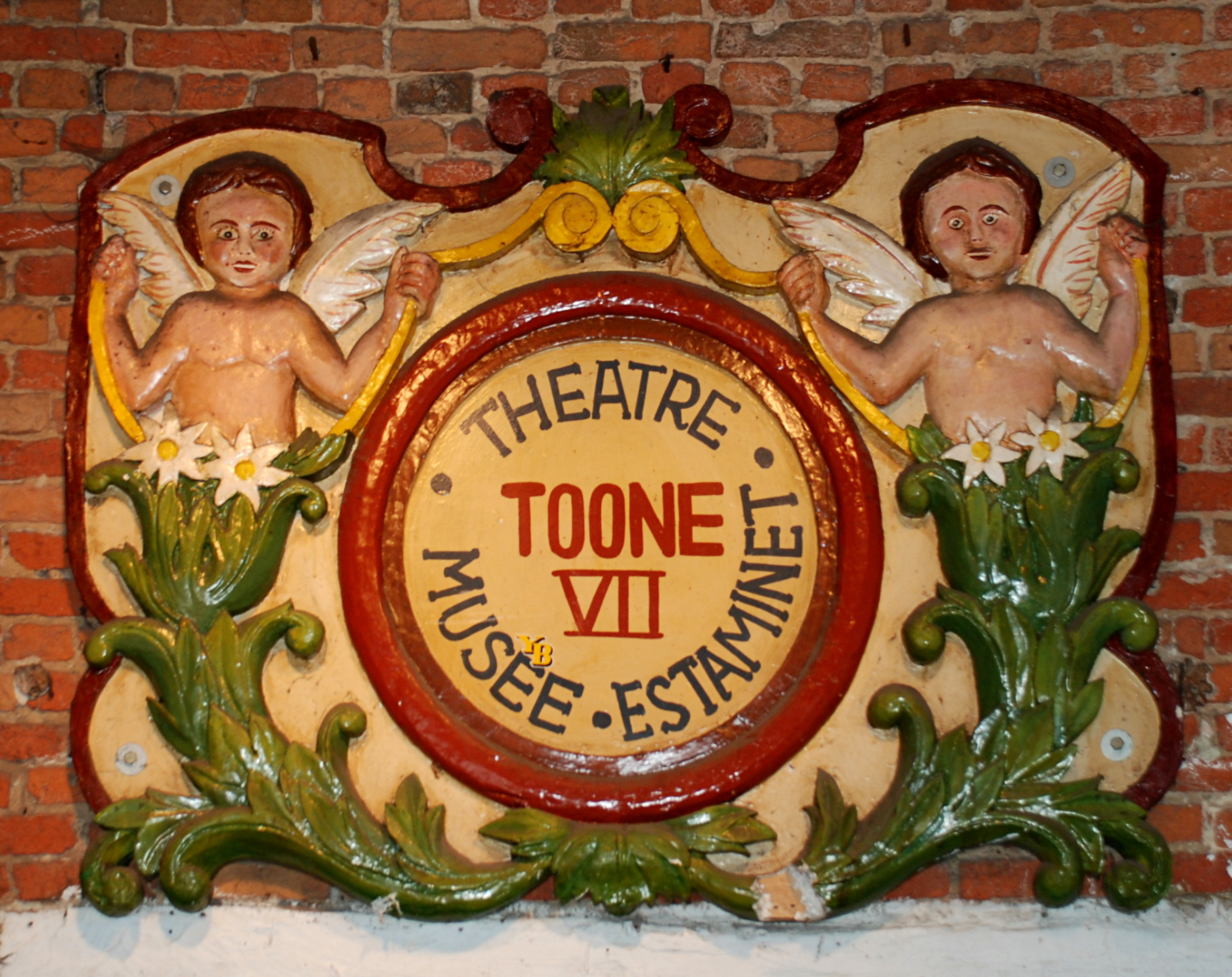
Théâtre de Toone VII (impasse Sainte-Pétronille).

## Accessibilité
| ___ | Ce site est desservi par les stations de métro : Gare Centrale et De Brouckère. |